# Саурмаг I
Саурмаг I (груз. საურმაგი; пом. 159 до н. е.) — другий грузинський монарх з династії Фарнавазідів.

## Життєпис
Професор Кирило Туманов вважає періодом його правління 234–159 роки до н. е. Відповідно до грузинських літописів через змову дворян Саурмаг був змушений тікати до Дзурдукського царства (звідки походила мати Саурмага). За допомогою дзурдуків Саурмаг повернув собі корону та створив нове дворянство, цілковито підпорядковане його владі. Втім в часи повалення втратив владу над Колхідою, де відновила царювання колхська династія.
Прийнято вважати, що Саурмаг не мав синів, тому престол успадкував його прийомний син Міріан.
На думку професора Явуса Ахмадова, ім'я Саурмаг має перське походження. Також, за його інформацією, роками життя (а не правління) Саурмагу є 237—162 роки до н. е., оскільки сумнівно, щоб він правив 74 роки. Перші роки правління Саурмага, як і останні роки правління його батька Фарнаваза I, характеризуються територіальним розширенням Іберії. На сході до її складу увійшли землі Еретії, населені албанськими племенами, що належать до нахо-дагестанської мовної групи. У результаті східним сусідом Іберії стала Атропатена, південним — Вірменія, а на заході — Понтійське царство. Однак загострена внутрішня боротьба знаті, що посилилася, змусила Саурмага бігти. Зібравши велике військо своїх прихильників, Саурмаг раптово вторгся в Картлію, і завдяки чисельній перевагі та раптовості нападу легко повернув собі владу.
Його противники були частиною знищені, а здебільшого помиловані. Саурмаг провів реформу системи управління, що послабила стару еліту і підняла служивий прошарок. Багато дзурдзуків було нагороджено посадами та землями. Зважаючи на те, що Саурмаг не призначив свого ерістава до Дзурдзукетії, можна зробити висновок, що ця частина країни стала царським доменом. Оскільки Дзурдзукетія була перенаселена, Саурмаг почав масово переселяти дзурдзуків у північні райони Кахетії та Картлії. Таким чином Саурмаг створив основу для міцної влади на півночі країни, незалежну від картлійської знаті.